# Mantisia
Mantisia é um género botânico pertencente à família Zingiberaceae.
1. ↑  «Mantisia — World Flora Online». www.worldfloraonline.org. Consultado em 19 de agosto de 2020